# Sodoma (libro)

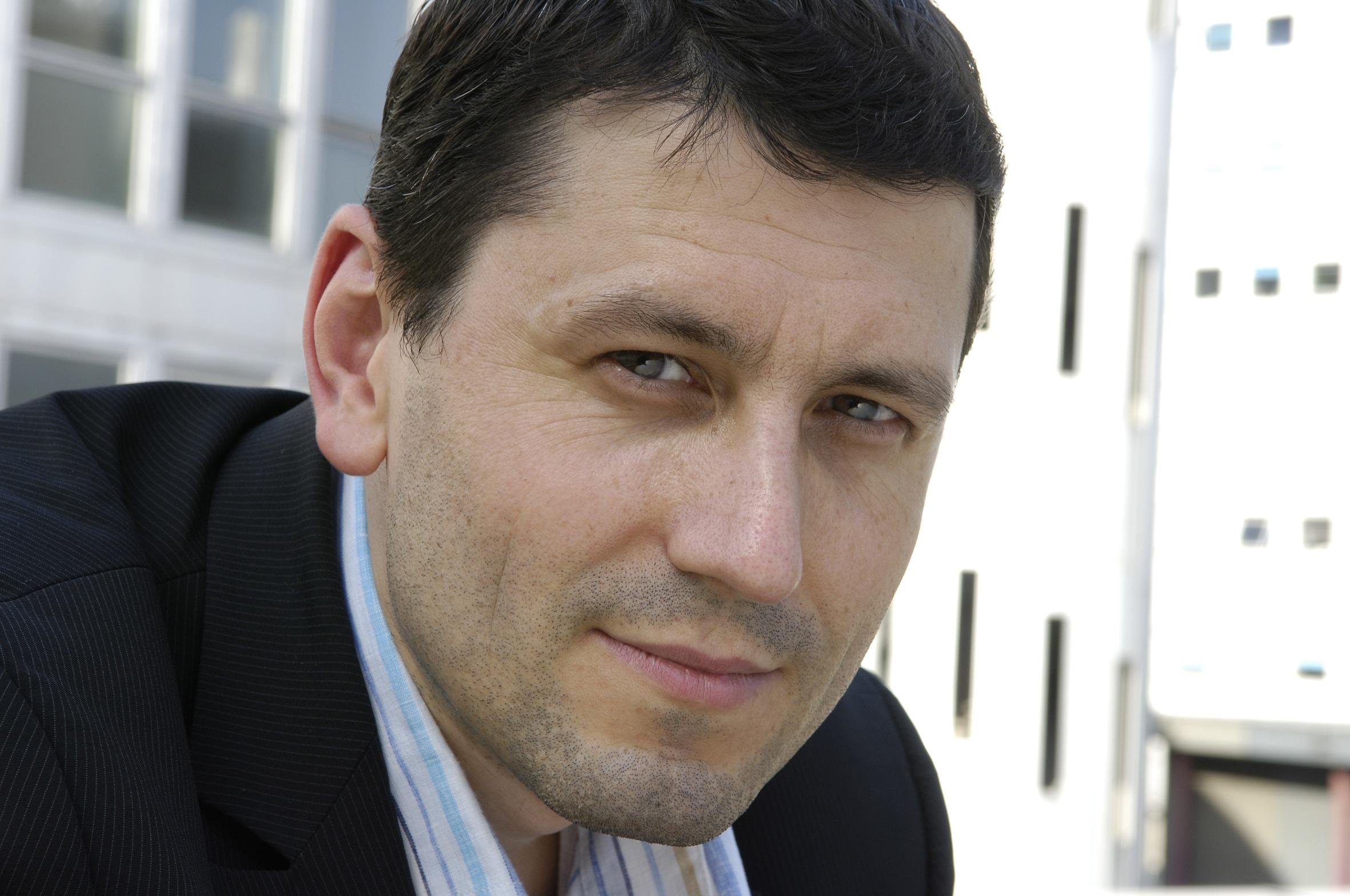
Frederic Martel, autor del libro Sodoma: Poder y escándalo en el Vaticano.

Sodoma: Poder y escándalo en el Vaticano — título original en francés: Sodoma: Enquête au cœur du Vatican — es un libro de Frederic Martel, publicado originalmente en francés por Robert Laffont, pero también traducido a ocho idiomas y distribuido simultáneamente en veinte países en febrero de 2019. Basado en un número de testimonios concordantes de 41 cardenales, 52 obispos y 45 nuncios apostólicos —dedicando el primer capítulo completamente al caso de Francesco Lepore, quien asumió su homosexualidad en 2006 dejando el sacerdocio—, el contenido del libro levanta una parte del velo que prevalece como un tabú secular dentro de la Iglesia católica. El autor sostiene que una abrumadora mayoría de sacerdotes y obispos que sirven en el Vaticano —incluyendo varios prelados que, paradójicamente, sostendrían discursos tradicionales que son virulentamente homófobos — se verían afectados principalmente por las orientaciones sexuales que estas eminencias grises persisten en vilipendiar. Por extensión, sus impulsos homofílicos serían o bien asumidos secretamente de una manera directamente concreta o, en la otra perspectiva, sus atracciones carnales hacia sus semejantes serían, por el contrario, objeto de una represión constante, obstinada y permanente operada bajo el manto de un ascetismo pseudoespiritual.

## Videografía
- Yann Barthès (14 de febrero de 2019). «Invité : Frédéric Martel pour Sodoma, enquête au cœur du Vatican"» (video). Quotidien (en francés) (TMC).

- Pasquale Quaranta (21 de febrero de 2019). «Omosessualità in Vaticano, Martel: Il mio libro non attacca la Chiesa. Serve verità» (video). La Repubblica (en italiano).

- Xavier Lambrechts (22 de febrero de 2019). «Sodoma, le livre sur l’homosexualité dans l’Église catholique qui scandalise le Vatican» (video). Grand Angle (en francés) (TV5 Monde Info).

- Ali Baddou interviewe Frédéric Martel (23 de febrero de 2019). «Vatican et homosexualité : l’enquête choc» (video). C l’hebdo (en francés) (France 5).

Avec la participation d’Alain Finkielkraut.
- Natacha Polony, Thierry Ardisson (24 de febrero de 2019). «« Qu’un évêque soit homosexuel me pose aucun problème », Frédéric Martel» [Vatican : Fifty shades of gay]. Les Terriens du dimanche ! (C8).

- Alexis Favre (20 de marzo de 2019). «Scandales sexuels, loi du silence : l’Église en faillite ?» (video). Infrarouge (Radio Télévision Suisse).

Invité-es : Charles Morerod, évêque du diocèse de Lausanne, Genève et Fribourg ; Claire Jonard, coordinatrice pour le Centre romand des vocations ; Bernard Litzler, directeur de Centre catholique de radio et télévision|Cath-Info ; Christine Pedotti, directrice de Témoignage chrétien, journaliste, écrivaine, auteure de Qu’avez-vous fait de Jésus ? (Éditions Albin Michel|Albin Michel, janvier 2019) ; Frédéric Martel, journaliste, sociologue, auteur de Sodoma : Enquête au cœur du Vatican (éditions Robert Laffont|Robert Laffont, de febrero de 2019) ; Michel Kocher, directeur de Médias-pro (Office protestant des médias).
- Laurent Dandrieu (7 de abril de 2019). «Église universelle : l’homosexualité dans l’Église d’après Sodoma» (video). Terres de Mission (TV Libertés) (121).

- Jacques de Guillebon, Matteo Ghisalberti (7 de abril de 2019). «Éric Morillot reçoit Frédéric Martel, auteur de Sodoma — éditions Robert Laffont» (video). Les incorrectibles (Sud Radio).

- Fernando Paulsen (29 de abril de 2019). «Escándalo en el Vaticano : Frédéric Martel» (video). Entrevista de Fernando Paulsen (CNN Chile).

Frédéric Martel: “La homosexualidad no es el problema, es la sexualidad que está reprimida”